# Baenidae
Famille
Les Baenidae forment une famille éteinte de tortues d'eau douce ou semi-aquatiques ayant vécu du Jurassique à l'Éocène.

## Liste des genres et espèces

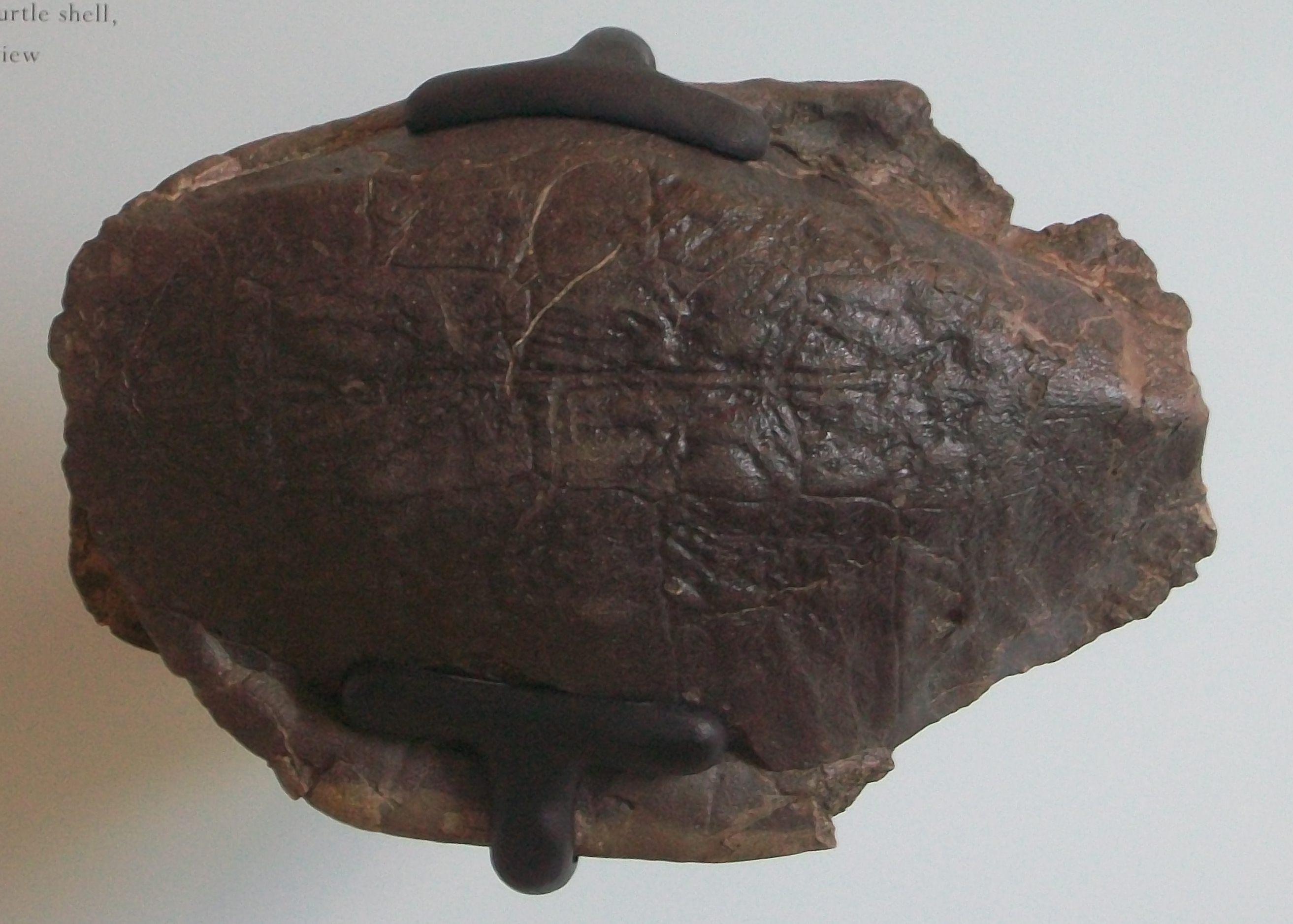
Carapace d'une baénidé : Baena arenosa.

- † Arvinachelys goldeni
- † Baena
- † Boremys grandis
- † Cedrobaena
- † Chisternon
- † Denazinemys nodosa
- † Neurankylus hutchisoni
- † Neurankylus utahensis
- † Palatobaena
- † Peckemys
- † Plesiobaena
- † Thescelus sp